# 全国勤務柔整師協会
全国勤務柔整師協会（ぜんこくきんむじゅうせいしきょうかい）とは、病院や施術所などに勤務する柔道整復師の団体。2006年に設立された。開業していない柔道整復師の卒後研修の充実、職業情報や業界情報の提供を行うことを目的としている。柔道整復師であっても強制的に加盟する必要はない。

## 勤務柔整師
病院や施術所に勤務する柔道整復師の事。当会はこれらの柔道整復師が中心となって構成されている。開業している柔道整復師は日本柔道整復師会を組織しており、別団体となっている。
柔道整復師養成施設の増加により有資格者の増加や勤務柔道整復師の増加が予想されるため、卒後研修の場や職業情報の提供や正しい業界情報の交換を重要視する声が大きいことから、勤務柔道整復師の開業に向けてのスキルアップを施している。

## 沿革
- 2006年11月26日 - 設立